# Parodia comarapana
Parodia comarapana är en kaktusväxtart som beskrevs av Martín Cárdenas Hermosa. Parodia comarapana ingår i släktet Parodia och familjen kaktusväxter. Inga underarter finns listade i Catalogue of Life.

## Bildgalleri

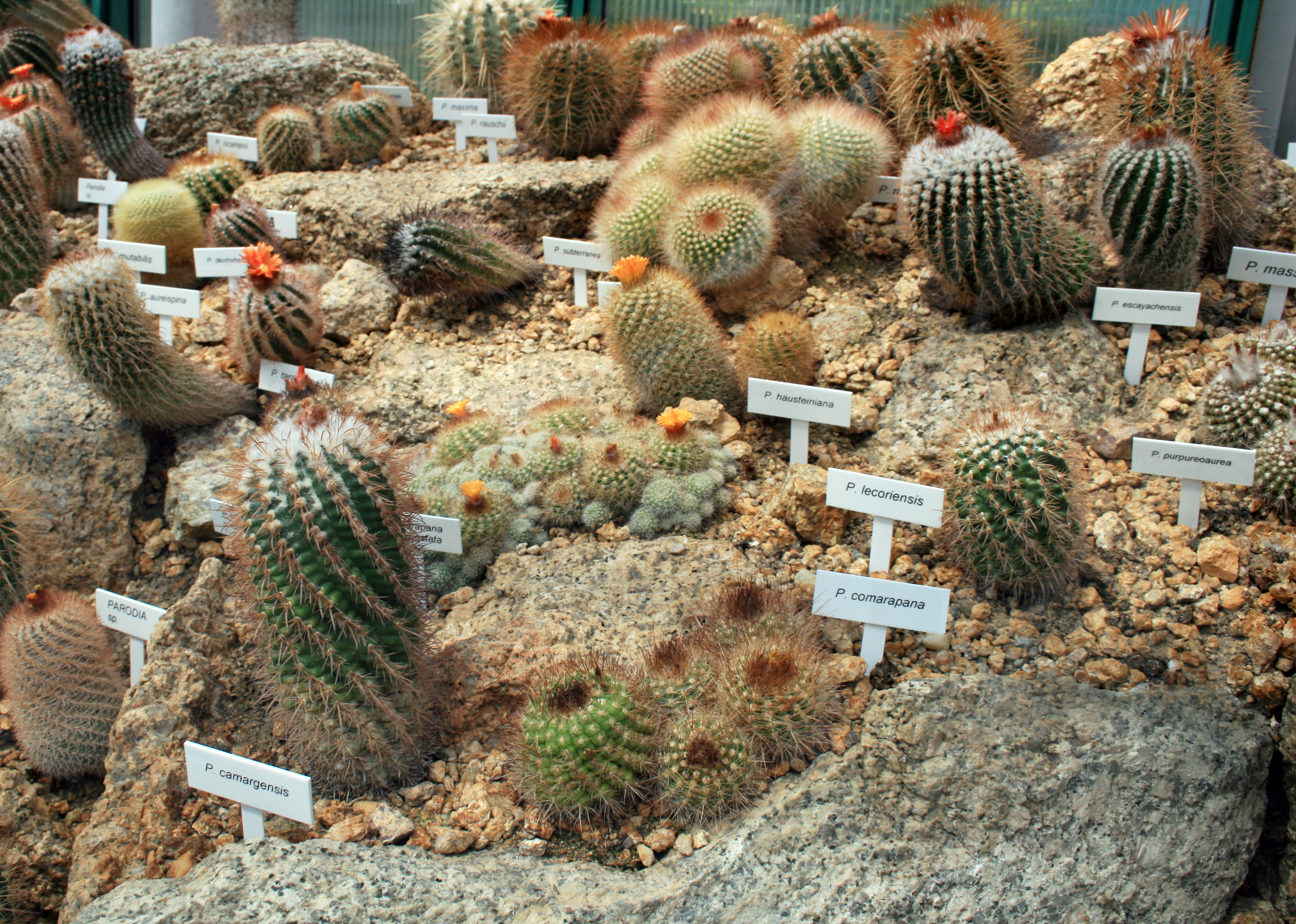
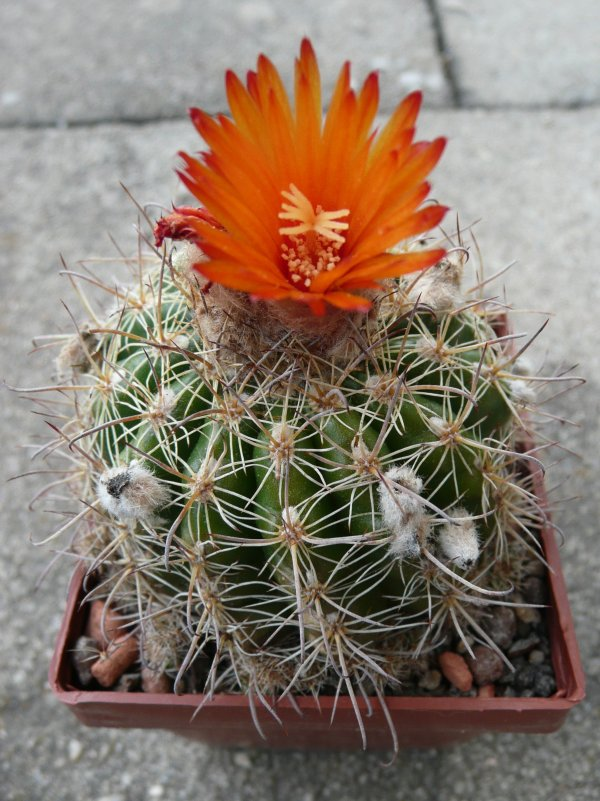
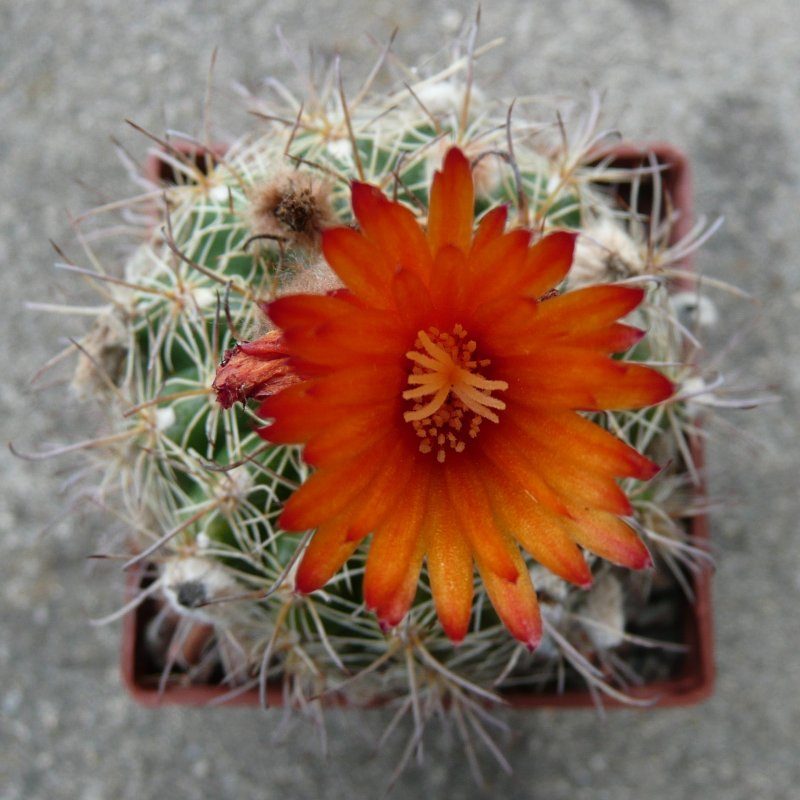
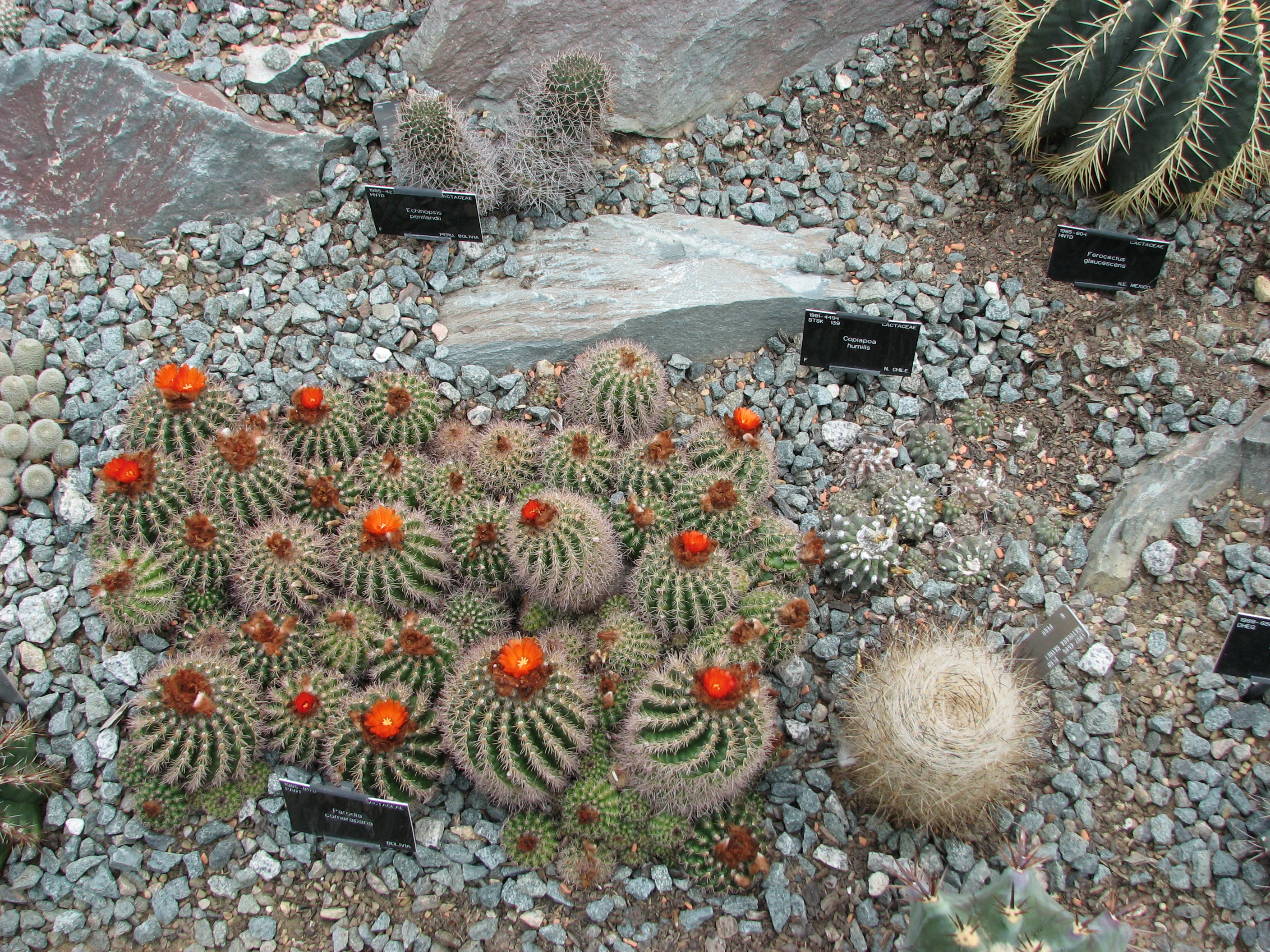
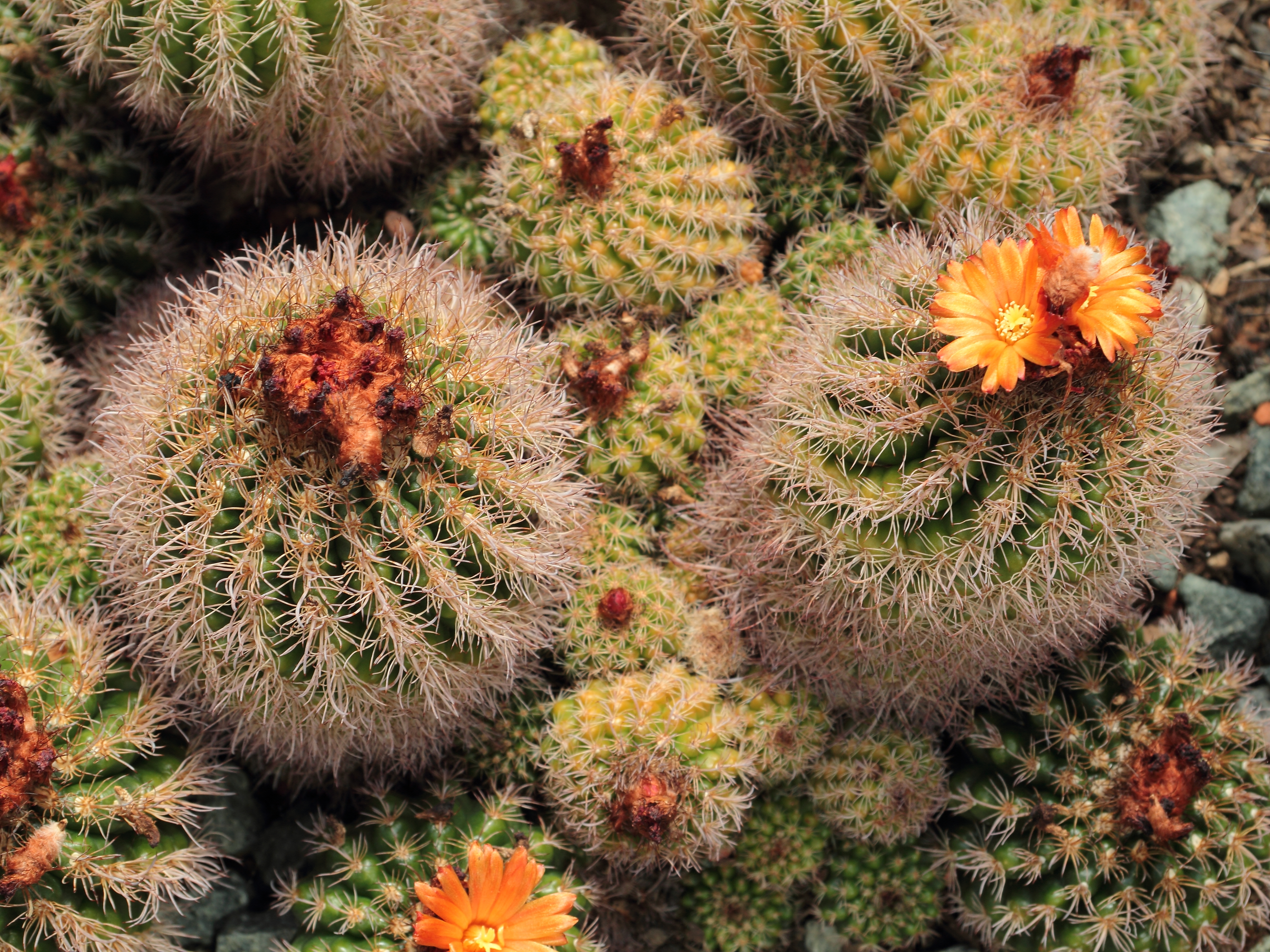